# Ciprian Manolescu
Ciprian Manolescu é um matemático romeno conhecido por suas contribuições para a topologia e a geometria. É detentor de diversos prêmios, entre os quais o Prêmio Morgan e o Prêmio EMS.